# Monohelea annulata
Monohelea annulata är en tvåvingeart som beskrevs av Debenham 1972. Monohelea annulata ingår i släktet Monohelea och familjen svidknott. Inga underarter finns listade i Catalogue of Life.